# Reina Mundial del Banano
Reina Mundial del Banano es un concurso de belleza realizado anualmente en la ciudad de Machala, Ecuador desde 1985 y en el cual sólo participan países que producen y exportan el Banano. Actualmente el canal de belleza Gama TV es el canal que emite el certamen.
La actual Reina Mundial del Banano es Gina Paola Vergara Farez, representante de Ecuador.

## Historia
La primera versión del concurso fue llevada a cabo en el año 1985 bajo el nombre, Reina del Banano, como parte del Festival de la Cosecha de Banano en Machala, Ecuador, el concurso tiene como sede permanente la ciudad de Machala, que es conocida como la capital bananera del mundo en Ecuador, el certamen no se realizó durante los años 2020 y 2021 por la pandemia de COVID-19 y 2023 y 2024 por la situación política y de seguridad en Ecuador como país sede.

## Ganadoras
| Año  | Reina Mundial Del Banano         | País           | Virreina Mundial Del Banano        | País                 |
| ---- | -------------------------------- | -------------- | ---------------------------------- | -------------------- |
| 1985 | Rosibel Chacón Pereira           | Costa Rica     | Cristiane Lasita Passos            | Brasil               |
| 1986 | Betzabeth Emilia Coelles Araújo  | Venezuela      | María Eugenia Benjamín             | Panamá               |
| 1987 | Carla Irene Trombotti Moreno     | Uruguay        | Doris Mora Bejarano                | Ecuador              |
| 1988 | Ximena Paullette Correa Jarre    | Ecuador        | Rita Rosina Verreos                | Venezuela            |
| 1989 | Cristiane Corrales Ferreira      | Brasil         | Vivían Zanabria                    | Costa Rica           |
| 1990 | Luz Angélica Ruiz Velasco        | México         | Daniela Luisa Lores Quintero       | Venezuela            |
| 1991 | Mónica Rodríguez Chávez          | Colombia       | María Fernanda Corral Dazza        | Ecuador              |
| 1992 | Gisselle Amelia González Aranda  | Panamá         | Idis Mabel Vélez Romero            | Puerto Rico          |
| 1993 | Yadira Yesenia Ríos García       | México         | Phyllis Motta Ruiz De Somucursio   | Panamá               |
| 1994 | Liliana Noemi González Mena      | Paraguay       | Ana Lucía Granda Aguilar           | Ecuador              |
| 1995 | Gabriela Aguilar Chavarría       | Costa Rica     | Fabiana Fontanella                 | Brasil               |
| 1996 | Paula Denisse Simom              | Brasil         | Marisela Moreno Montero            | Panamá               |
| 1997 | Adriana de Jesús Zúñiga Sáenz    | Costa Rica     | Karla Hannelore Beteta Forkel      | Guatemala            |
| 1998 | Jessica Lynn Bryan Gándara       | Guatemala      | Noelia Ortiz Melo                  | Italia               |
| 1999 | Amaloha Elisa Méndez Silverio    | Venezuela      | Viviana Brener Campo               | Costa Rica           |
| 2000 | Melania Canino Santos            | Puerto Rico    | Alejandra Vélez Londoño            | Colombia             |
| 2001 | Claudia Alejandra Palacios López | Colombia       | Shadelyn López                     | Puerto Rico          |
| 2002 | Isabel Cristina Estrada Cano     | Colombia       | Susanne Tocker                     | Alemania             |
| 2003 | Liliana Judith De Cambil Ávila   | Colombia       | Amanda Cothran                     | Estados Unidos       |
| 2004 | Anna María Ezechiels             | Canadá         | María Gabriela Granda Román        | Ecuador              |
| 2005 | Tatiana María Bastidas Castañeda | Colombia       | Jessica Torejani                   | Brasil               |
| 2006 | Verónica María González Quesada  | Costa Rica     | Rosibel María Eugenia Macías Álava | Ecuador              |
| 2007 | Jennifer Johanna Schell Dorante  | Venezuela      | Izaskun Arana Candela              | Ecuador              |
| 2008 | Amanda Renee Delgado             | Estados Unidos | Nailette Cristina Romero Gazaui    | Venezuela            |
| 2009 | Josephine Karam León             | Venezuela      | Dalia Cristina Fernández Sánchez   | República Dominicana |
| 2010 | Hilda Alessa Gamez Phillips      | Honduras       | Laura Vivian Spoya Solano          | Perú                 |
| 2011 | Lizeth Carolina González Romero  | Colombia       | Johanna Acs                        | Alemania             |
| 2012 | Jennifer Gissel Valle Morel      | Honduras       | Nerys Margarita Díaz Ramírez       | Venezuela            |
| 2013 | Manou Volkmer                    | Alemania       | Donají López                       | México               |
| 2014 | Susan Romanishin                 | Estados Unidos | Alessandra Freitas                 | Brasil               |
| 2015 | Carolina Rodríguez Durán         | Costa Rica     | Yuliska Fayruz Guevara Arocha      | Venezuela            |
| 2016 | Ivana Gabriela Yturbe Contreras  | Perú           | Rusbell Julieth López Rodríguez    | Venezuela            |
| 2017 | Yenny Katherine Carrillo Zapata  | Colombia       | Karen Robles                       | Costa Rica           |
| 2018 | Jhelenny Cristel Tello Sánchez   | Ecuador        | María Alejandra Chacón Laguado     | Colombia             |
| 2019 | Ellen Pimienta Glen              | Colombia       | Celinee Santos                     | República Dominicana |
| 2022 | Gina Paola Vergara Farez         | Ecuador        | Taya Wolf                          | Alemania             |

## Escalafón por títulos ganados
| País           | Títulos | Años                                           |
| -------------- | ------- | ---------------------------------------------- |
| Colombia       | 8       | 1991, 2001, 2002, 2003, 2005, 2011, 2017, 2019 |
| Costa Rica     | 5       | 1985, 1995, 1997, 2006, 2015                   |
| Venezuela      | 4       | 1986, 1999, 2007, 2009                         |
| Ecuador        | 3       | 1988, 2018, 2022                               |
| Honduras       | 2       | 2010, 2012                                     |
| Brasil         | 2       | 1989, 1996                                     |
| México         | 2       | 1990, 1993                                     |
| Estados Unidos | 2       | 2008, 2014                                     |
| Perú           | 1       | 2016                                           |
| Alemania       | 1       | 2013                                           |
| Canadá         | 1       | 2004                                           |
| Puerto Rico    | 1       | 2000                                           |
| Guatemala      | 1       | 1998                                           |
| Paraguay       | 1       | 1994                                           |
| Panamá         | 1       | 1992                                           |
| Uruguay        | 1       | 1987                                           |